# Wijken en buurten in Ede

De gemeente Ede

De Nederlandse gemeente Ede is voor statistische doeleinden onderverdeeld in wijken en buurten. De gemeente is verdeeld in de volgende statistische wijken:
- Wijk 01 Ede Oost (CBS-wijkcode:022801)
- Wijk 02 Ede West (CBS-wijkcode:022802)
- Wijk 03 Veldhuizen (CBS-wijkcode:022803)
- Wijk 04 Kernhem (CBS-wijkcode:022804)
- Wijk 10 Ede Zuid (CBS-wijkcode:022810)
- Wijk 11 Maandereng (CBS-wijkcode:022811)
- Wijk 12 Rietkampen (CBS-wijkcode:022812)
- Wijk 13 Bedrijventerrein (CBS-wijkcode:022813)
- Wijk 20 Buitengebied Ede (CBS-wijkcode:022820)
- Wijk 30 Bennekom (CBS-wijkcode:022830)
- Wijk 40 Lunteren (CBS-wijkcode:022840)
- Wijk 50 Ederveen (CBS-wijkcode:022850)
- Wijk 60 De Klomp (CBS-wijkcode:022860)
- Wijk 70 Harskamp (CBS-wijkcode:022870)
- Wijk 80 Wekerom (CBS-wijkcode:022880)
- Wijk 90 Otterlo (CBS-wijkcode:022890)

Een statistische wijk kan bestaan uit meerdere buurten. Onderstaande tabel geeft de buurtindeling met kentallen volgens het Centraal Bureau voor de Statistiek (2008):
| CBS-buurtcode | Buurtnaam             | Inwonertal | Opp. totaal (ha) | Opp. land (ha) | Ligging                |
| ------------- | --------------------- | ---------- | ---------------- | -------------- | ---------------------- |
| BU02280101    | Centrum               | 3030       | 60               | 60             | Locatie in de gemeente |
| BU02280102    | Bosrand               | 300        | 54               | 54             | Locatie in de gemeente |
| BU02280103    | Componistenbuurt      | 1830       | 58               | 58             | Locatie in de gemeente |
| BU02280104    | Burgemeestersbuurt    | 2270       | 72               | 72             | Locatie in de gemeente |
| BU02280105    | Stationsbuurt         | 1650       | 103              | 103            | Locatie in de gemeente |
| BU02280201    | Zeeheldenbuurt        | 2800       | 63               | 62             | Locatie in de gemeente |
| BU02280202    | Indische buurt        | 2300       | 40               | 40             | Locatie in de gemeente |
| BU02280203    | Vogelbuurt            | 2900       | 42               | 42             | Locatie in de gemeente |
| BU02280204    | Bloemenbuurt          | 2880       | 42               | 42             | Locatie in de gemeente |
| BU02280205    | Beatrixpark           | 2080       | 52               | 52             | Locatie in de gemeente |
| BU02280301    | De Horsten            | 2560       | 28               | 28             | Locatie in de gemeente |
| BU02280302    | De Burgen             | 2020       | 28               | 28             | Locatie in de gemeente |
| BU02280303    | De Steinen            | 2260       | 47               | 45             | Locatie in de gemeente |
| BU02280304    | Klaphek               | 1940       | 36               | 35             | Locatie in de gemeente |
| BU02280305    | De Dalen              | 2280       | 74               | 74             | Locatie in de gemeente |
| BU02280306    | De Velden en Beken    | 2500       | 96               | 95             | Locatie in de gemeente |
| BU02280307    | De Hoven              | 2580       | 41               | 41             | Locatie in de gemeente |
| BU02280401    | Kernhem               | 3550       | 162              | 162            | Locatie in de gemeente |
| BU02281001    | Uitvindersbuurt       | 1930       | 44               | 44             | Locatie in de gemeente |
| BU02281002    | Hoogbouw-Zuid         | 2480       | 21               | 21             | Locatie in de gemeente |
| BU02281003    | Reehorst              | 3120       | 210              | 210            | Locatie in de gemeente |
| BU02281101    | Elskamp               | 3590       | 42               | 42             | Locatie in de gemeente |
| BU02281102    | Maandereng-Oost       | 1960       | 21               | 21             | Locatie in de gemeente |
| BU02281103    | De Hoef               | 1890       | 31               | 31             | Locatie in de gemeente |
| BU02281201    | De Parken             | 1140       | 24               | 22             | Locatie in de gemeente |
| BU02281202    | De Dreven             | 2420       | 39               | 39             | Locatie in de gemeente |
| BU02281203    | De Singels            | 2540       | 40               | 40             | Locatie in de gemeente |
| BU02281204    | De States             | 2720       | 31               | 31             | Locatie in de gemeente |
| BU02281301    | Frankeneng            | 40         | 111              | 110            | Locatie in de gemeente |
| BU02281302    | Heestereng            | 60         | 126              | 125            | Locatie in de gemeente |
| BU02281303    | De Vallei             | 10         | 48               | 46             | Locatie in de gemeente |
| BU02281304    | Schuttersveld-Zuid    | 20         | 76               | 76             | Locatie in de gemeente |
| BU02281305    | Schuttersveld-Noord   | 40         | 77               | 77             | Locatie in de gemeente |
| BU02281306    | Kievitsmeent          | 50         | 92               | 92             | Locatie in de gemeente |
| BU02282031    | Maanderbroek          | 390        | 416              | 416            | Locatie in de gemeente |
| BU02282032    | Doesburg              | 1030       | 723              | 723            | Locatie in de gemeente |
| BU02282051    | Driesprong en Ginkel  | 970        | 4425             | 4425           | Locatie in de gemeente |
| BU02283001    | De Laar               | 3040       | 93               | 93             | Locatie in de gemeente |
| BU02283002    | Bennekom-Zuidoost     | 2520       | 97               | 97             | Locatie in de gemeente |
| BU02283003    | Boekelo               | 3270       | 90               | 90             | Locatie in de gemeente |
| BU02283004    | Halderbrink           | 4660       | 195              | 195            | Locatie in de gemeente |
| BU02283031    | De Kraats en Nergena  | 890        | 973              | 973            | Locatie in de gemeente |
| BU02283051    | Dikkenberg            | 420        | 914              | 914            | Locatie in de gemeente |
| BU02284001    | Centrum Lunteren      | 3530       | 92               | 92             | Locatie in de gemeente |
| BU02284002    | Wormshoef             | 2400       | 56               | 56             | Locatie in de gemeente |
| BU02284003    | Lunteren-Oost         | 1290       | 57               | 57             | Locatie in de gemeente |
| BU02284031    | Nederwoud             | 1580       | 1394             | 1384           | Locatie in de gemeente |
| BU02284032    | De Veenen             | 530        | 459              | 459            | Locatie in de gemeente |
| BU02284033    | Lunterse Veld         | 1270       | 985              | 985            | Locatie in de gemeente |
| BU02284034    | Meulunteren de Valk   | 1680       | 1299             | 1298           | Locatie in de gemeente |
| BU02284051    | Lunterse Buurtbos     | 350        | 786              | 786            | Locatie in de gemeente |
| BU02285001    | Ederveen-Dorp         | 1940       | 104              | 104            | Locatie in de gemeente |
| BU02285031    | Ederveen buitengebied | 1220       | 658              | 658            | Locatie in de gemeente |
| BU02286001    | De Klomp Dorp         | 270        | 26               | 26             | Locatie in de gemeente |
| BU02286031    | De Klomp Buitengebied | 310        | 234              | 233            | Locatie in de gemeente |
| BU02287001    | Harskamp Dorp         | 1890       | 218              | 217            | Locatie in de gemeente |
| BU02287002    | Legerplaats Harskamp  | 250        | 57               | 57             | Locatie in de gemeente |
| BU02287031    | Westeneng             | 1330       | 1153             | 1153           | Locatie in de gemeente |
| BU02287051    | Harskampse Zand       | 10         | 1820             | 1818           | Locatie in de gemeente |
| BU02288001    | Wekerom Dorp          | 1120       | 72               | 72             | Locatie in de gemeente |
| BU02288031    | Wekeromse Meent       | 960        | 572              | 572            | Locatie in de gemeente |
| BU02288051    | Wekeromse Zand        | 370        | 876              | 876            | Locatie in de gemeente |
| BU02289001    | Otterlo Dorp          | 1500       | 129              | 126            | Locatie in de gemeente |
| BU02289031    | Eschoter Veld         | 680        | 607              | 607            | Locatie in de gemeente |
| BU02289051    | Reemst                | 50         | 5201             | 5201           | Locatie in de gemeente |
| BU02289052    | Hoog Baarlo           | 80         | 1470             | 1465           | Locatie in de gemeente |
| BU02289053    | Deelen                | 140        | 3487             | 3481           | Locatie in de gemeente |